# Graham Leishman
Graham Leishman (sinh ngày 6 tháng 4 năm 1968) là một cựu cầu thủ bóng đá chuyên nghiệp người Anh thi đấu ở Football League cho Mansfield Town.